# لیا د پوتی
لیا د پوتی (انگلیسی: Lya De Putti؛ ۱۰ ژانویهٔ ۱۸۹۷ – ۲۷ نوامبر ۱۹۳۱) یک هنرپیشه اهل مجارستان بود. وی بین سال‌های ۱۹۱۸ تا ۱۹۲۹ میلادی فعالیت می‌کرد.
از فیلم‌ها یا برنامه‌های تلویزیونی که وی در آن نقش داشته است می‌توان به خاک سوزان، شبح، مصائب شیطان، احساس مالکیت، اتلو اشاره کرد.